# Knut Knutson
Knut Lennart Knutson, född 23 februari 1951 i Sandsbro i Gårdsby socken, Växjö kommun, Kronobergs län, är en svensk antikvitetsexpert. Han har medverkat i SVT:s Antikrundan sedan starten 1989.

## Biografi
Knutsons far bedrev lanthandel och senare antikaffär i Sandsbro utanför Växjö. Knutson hade Lennart som tilltalsnamn till 1976, då han bytte till Knut, i samband med att han började extraknäcka som guide på Kulturen i Lund.
Han gick ut från naturvetenskaplig linje vid Katedralskolan i Växjö 1970. Han studerade vid Lunds universitet, inledningsvis juridik, men avbröt dessa studier och övergick till studier i konstvetenskap och etnologi.
Som antikvitetsexpert har han specialiserat sig inom modernt konsthantverk, konstglas, möbler och allmoge. Under åren 1980–1989 arbetade han på auktionsfirman Bukowskis i Stockholm, där han var tongivande när det för Bukowskis nya området "Modernt konsthantverk" lanserades. Under en period var han även marknadschef. Knutson har sedan 1996 varit delägare och intendent på Uppsala auktionskammare, som är Sveriges tredje största auktionshus (2017). Sedan 2007 är han ensamägare.
I december 2006 var han med och satte rekord i undervärdering då han ropade ut en Rubens för 15 000 kr. Slutpriset blev 16,6 miljoner kronor. Hösten 2009 konstaterades det dock att det inte rörde sig om Rubens utan sannolikt om en målning Jan van den Hoecke.
Enligt honom själv är uppdraget att sälja lösöret från Frötuna gård i Uppland, som ägts av familjerna De Geer och Bernadotte, hans höjdpunkt som auktionist.